# Raaz
Raaz (hindi राज़, urdu راز, tłumaczenie: Tajemnica) – bollywoodzki horror zrealizowany w 2002 roku przez Vikram Bhatta, autora Ghulam, Deewane Huye Pagal, Elaan, Aetbaar. To remake hollywoodzkiego thrillera   „What Lies Beneath” (z Harrisonem Fordem). Film opowiada historię zagrożonego kryzysem małżeństwa, które przeprowadza się do nowego domu, mając nadzieję na odbudowanie łączącej ich więzi. W domu zamiast szansy na nowe życie czeka na nich tajemnica i strach przed duchem. Ku przerażeniu bohaterki wkrótce czuje się ona w tym strachu osamotniona. Duch i mąż sprzymierzają się przeciwko niej.

## Fabuła
Związek Sanjany i Adity przeżywa kryzys. Sanjana próbuje oderwać się od smutnej rzeczywistości, zażywając środki nasenne. Pewnego dnia kobieta ulega wypadkowi. Małżeństwo decyduje się na wyjazd do swojego zacisznego domu w Oocie. Dzieją się tam dziwne rzeczy. Adit podejrzewa, że żona cierpi na schizofrenię, gdyż ta słyszy podejrzane głosy. Okazuje się, że dom jest zamieszkiwany przez duchy. Stają się one coraz bardziej natrętne, Sanjana dowiaduje się, że mąż skrywa przed nią ważną tajemnicę. Tylko prawda pomoże przepędzić zjawy i uzdrowić małżeństwo Dhanrajów. 

## Obsada
- Bipasha Basu jako Sanjana Dhanraj – nominacja do Nagrody Filmfare dla Najlepszej Aktorki
- Dino Morea jako Aditya Dhanraj
- Malini Sharma jako Malini – debiut aktorki
- Shruti Ulfat jako Priya
- Anang Desai jako Ajay
- Mink Singh jako Nisha (jako Mink)
- Ashutosh Rana jako profesor Agni Swaroop

## W playbacku śpiewają
Autorami muzyki jest duet Nadeem-Shravan, twórcy muzyki do takich filmów jak Deewana, Raja Hindustani, Zamaana Deewana, Dil Hai Ki Manta Nahin, Pardes, Aa Ab Laut Chalen, Więzy miłości, Wiem, czym jest miłość, Hum Tumhare Hain Sanam, Dil Hai Tumhaara, Dil Ka Rishta, Yeh Dil, Andaaz, Qayamat, Hungama, Tumsa Nahin Dekha, Bewafaa, Deszcz czy Dosti: Friends Forever.
- Alka Yagnik
- Abhijeet
- Udit Narayan